# فندق موفنبيك (صنعاء)

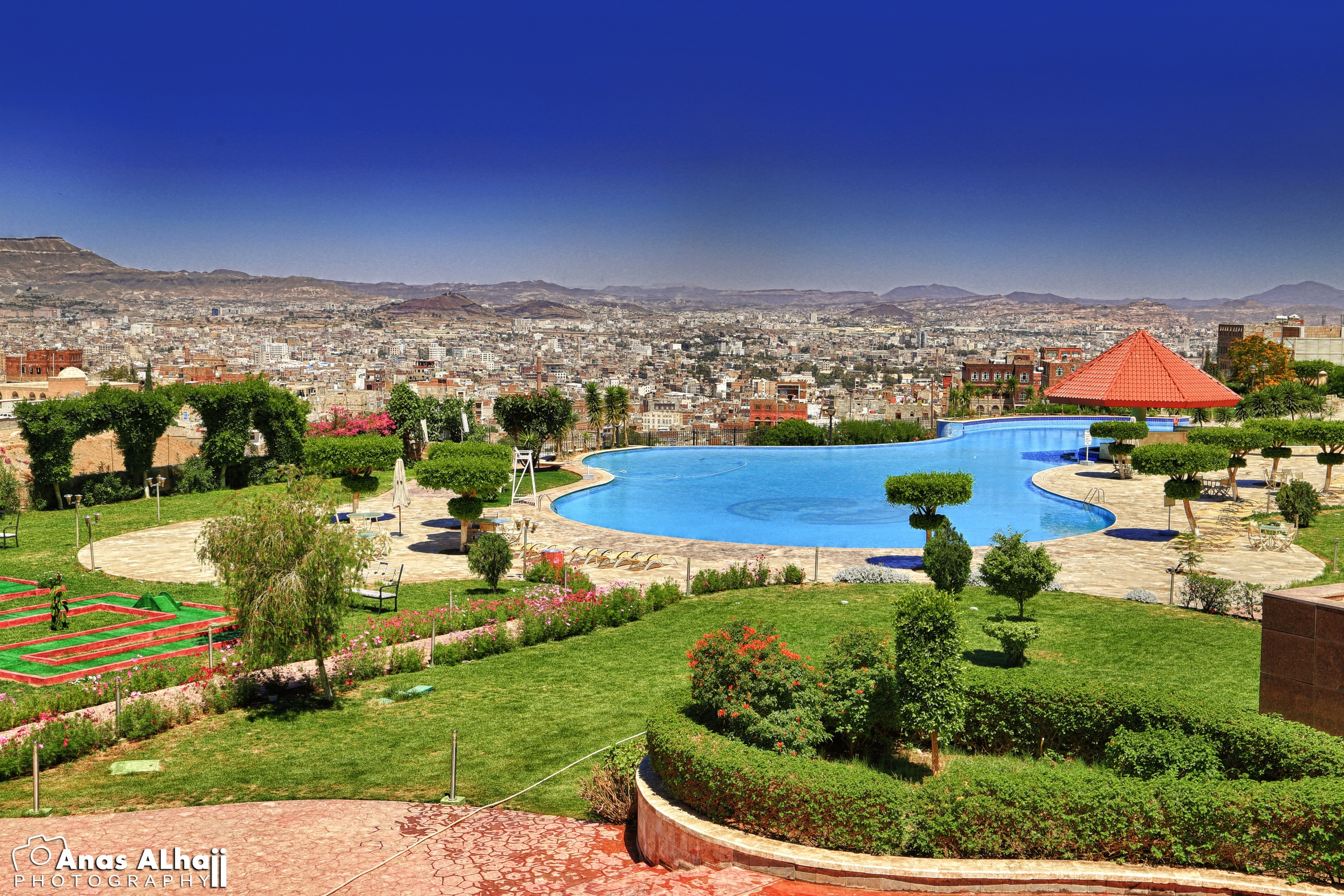
حديقة فندق موفنبيك بصنعاء.

فندق موفنبيك هو أحد فنادق الخمسة نجوم في مدينة صنعاء يقع في شارع برلين بالعاصمة صنعاء أمام سفارة بريطانيا في صنعاء وسفارة قطر في صنعاء .

## وصلات خارجية
- الصفحة الرسمية لفنادق موفنبيك